# Kang Ding (lớp khinh hạm)
Tàu khu trục lớp Kang Ding là một biến thể tàu khu trục hạng nhẹ được Pháp phát triển dựa trên cơ sở của khu trục hạm lớp La Fayette cho Hải quân Trung Hoa Dân Quốc (ROCN). Chương trình phát triển tàu khu trục mới của ROCN được Chính phủ Trung Hoa Dân Quốc tiến hành phê chuẩn ngân sách tài chính vào năm 1992 và được định danh là lớp Kang Ding. Quá trình nghiên cứu, thiết kế được thực hiện bởi Tập đoàn Thales, Pháp. Toàn bộ dự án đóng tàu này có chí phí lên đến 1,75 tỉ đô la Mỹ (thời giá 1990). Thân tàu được đóng mới tại Nhà máy đóng tàu Lorient Naval Dockyard của Công ty đóng tàu DCNS. Công nghiệp quốc phòng nội địa của Trung Hoa Dân Quốc đảm nhiệm việc lắp ráp vũ khí cho tàu.
Chiếc đầu tiên của dự án, ROCS Kang Ding (FFG-1202), được đưa vào hoạt động từ tháng 6 năm 1996. Hiện tại có tất cả sáu chiếc thuộc lớp Kang Ding đang hoạt động trong biên chế ROCN. Cảng nhà của các tàu khu trục lớp Kang Ding là Căn cứ hải quân Tô Áo, thị trấn Tô Áo, huyện Nghi Lan, miền đông Trung Hoa dân Quốc.
| Số hiệu  | Tên            | Đưa vào biên chế  |
| -------- | -------------- | ----------------- |
| FFG-1202 | ROCS Kang Ding | tháng 6 năm 1996  |
| FFG-1203 | ROCS Si Ning   | tháng 9 năm 1996  |
| FFG-1205 | ROCS Wu Chang  | tháng 12 năm 1997 |
| FFG-1206 | ROCS Di Hua    | tháng 8 năm 1997  |
| FFG-1207 | ROCS Kun Ming  | tháng 8 năm 1998  |
| FFG-1209 | ROCS Chen Te   | tháng 1 năm 1998  |

## Lịch sử phát triển
Năm 1996 các nhà thiết kế quân sự hải quân Pháp lần đầu tiên giới thiệu trên thị trường thế giới tàu khu trục hạng nhẹ (frigates) lớp La Fayette. Chiếc tàu đầu tiên trong lớp tàu này, La Fayette, đã gây sự quan tâm đặc biệt do được áp dụng các giải pháp đầu tiên của công nghệ tàng hình, nhờ đó đã giảm được cơ bản độ bộc lộ của tàu ở các dải radar, âm thanh, hồng ngoại và điện tử. Các chiến hạm ứng dụng công nghệ cao này đã nhanh chóng thu hút được sự quan tâm của hải quân các nước trên thế giới. hải quân các nước Ả Rập Xê Út, Singapore và Đài Loan đã lần lượt nhập khẩu các biến thể của lớp tàu chiến quý tộc này.
Công nghệ tàng hình được thiết kế trên thân tàu, cấu trúc thượng tầng của tàu được sửa đổi né tránh mọi chi tiết 2 mặt hoặc 3 mặt với góc gấp 90 độ để tăng khả năng tàng hình trước các biện pháp trinh sát điện từ của đối phương. Hai bên mạn tàu được thiết kế được làm thuôn nhẵn với dốc nghiêng 10 độ, nhằm giảm diệt tích phản hồi radar theo chiều ngang. Một số lượng tối đa các hệ thống vũ khí trang bị, radar, xuồng được rút vào trong tàu, phần lớn các lỗ khe ở thân tàu và các mạn tàu được che chắn bằng các cửa chắn nhẹ, không ngấm nước, ngay cả các tời và neo cũng được đưa vào trong nhằm giảm thiểu độ phản xạ hiệu dụng.
Tàu được trang bị động cơ diesel công suất thấp nhưng hiệu suất cao, ống xả khí thải tản nhiệt (hòa khí thải với không khí lạnh môi trường) làm giảm tối thiểu quang ảnh hồng ngoại.. Các động cơ được lắp trên các bệ cách ly rung động, trên tàu còn được lắp các chân vịt cấu tạo mới và hệ thống khử từ tối tân Để giảm tiếng ồn thủy âm tàu được ứng dụng hai giải pháp hỗn hợp Prarie-Masker mà nguyên tắc được áp dụng trên các tàu khu trục hạng nặng. Bề mặt tàu được phủ một lớp sơn đặc biệt có khả năng hấp thu sóng điện từ, thiết kế này làm giảm tới 60% diện tích phản hồi radar. Những nỗ lực giảm thiểu độ phản xạ hiệu dụng đã đạt kết quả cao, trên màn hình radar chiến hạm có lượng giãn nước 3.600 tấn chỉ cho tín hiệu như một chiếc tàu cá 1.200 tấn. Cự ly phát hiện khinh hạm tên lửa cũng giảm đi rất nhiều nếu so sánh với các chiến hạm tương đương.
Cấu trúc thượng tầng của tàu được làm bằng hợp kim nhôm, gia cố thêm nhựa thủy tinh để làm giảm khối lượng, những khu vực quan trọng của tàu được làm bằng thép Kavlar, loại thép này có độ bền gấp 5 lần thép bình thường. Ngoài ra, tàu có khả năng bảo vệ thủy thủ đoàn trước tác nhân sinh hóa học NBC. Kang Ding được đánh giá là có cấu trúc thiết kế tuyệt đẹp, kích thước và lượng giãn nước vừa phải, kiểu thiết kế với module tích hợp rất thuận tiện trong sử dụng và bảo trì, nâng cấp. Tàu có khả năng tác chiến hiệu quả không chỉ chống tàu nổi và tàu ngầm đối phương mà cả bảo đảm phòng không và phòng thủ tên lửa cho các tàu chiến và tàu biển đơn lẻ, cũng như bảo vệ các biên đội tàu chiến và đoàn tàu chống các cuộc tấn công của phương tiện tiến công đường không.